# Angst (digt)
 For alternative betydninger, se Angst (flertydig). (Se også artikler, som begynder med Angst)
Angst er et digt med temaet angst og utryghed. Det er skrevet i 1939 af Tove Ditlevsen og er med i hendes digtsamling Pigesind. Det består af 5 strofer a 8 vers.